# گانگستر (فیلم ۲۰۱۴)
«گانگستر» (انگلیسی: Gangster (2014 film)) فیلمی در ژانر درام و جنایی است که در سال ۲۰۱۴ منتشر شد.